# Tomba della Scrofa nera
Die Tomba della Scrofa nera („Grab der schwarzen Sau“), auch Tomba 578  („Grab 578“), ist ein ausgemaltes etruskisches Grab, das im Jahr 1842 entdeckt wurde. Das Grab befindet sich in der Monterozzi-Nekropole bei Tarquinia und datiert um 450 v. Chr.  Die Fresken sind zum Teil schlecht erhalten und wurden deshalb 1959 von der Wand genommen und ins Archäologische Nationalmuseum von Tarquinia gebracht, wo sie heute zu sehen sind.
Die Rückwand des Grabes zeigte eine Bankettszene mit drei Klinen. Auf der linken Wand sah man Diener und einen Tisch mit Gefäßen, daneben weitere schlecht erhaltene Figuren. Auf der rechten Wand waren weitere Klinen und eine Jagd abgebildet. Unter den Klinen erschienen zahlreiche Tiere. Die genaue Datierung des Grabes ist unsicher. Doch scheint eine Einordnung um 450 v. Chr. am wahrscheinlichsten.